# Йоган Фріле
Йоган Фріле (норв. Johan Friele, 29 листопада 1866 — 1 жовтня 1927) — норвезький яхтсмен.
Олімпійський чемпіон 1920 року в класі 12 метрів (правила 1919 року).